# León de Huánuco
León de Huánuco ist ein Fußballverein aus der peruanischen Stadt Huánuco. Er wurde am 29. Juni 1946 gegründet und spielt aktuell in der Copa Perú.

## Erfolge
1991 gewann der Verein die Regionalmeisterschaft in der Región Centro. 1980 und 2009 konnte der Club den peruanischen Pokal gewinnen. Ein weiterer großer Erfolg konnte in der Saison 2010 erreicht werden. Trotz der Finalniederlage gegen Universidad San Martín de Porres im Dezember 2010 wurde aufgrund der Vizemeisterschaft erstmals die Qualifikation für die Copa Libertadores geschafft.
Nach dem Abstieg 2015 entschied der Verein, in der Spielzeit 2016 nicht in der zweiten Liga anzutreten, sondern in der auf Amateurebene ausgetragenen Copa Perú den Wiederaufstieg zu versuchen.

## Trainerhistorie
- Januar 2012 bis August 2012: Aníbal Ruiz[2]